# Abd ar-Rahman asz-Szarkawi
Abd ar-Rahman asz-Szarkawi, arab. عبد الرحمن الشرقاوي (ur. 1920 Dalatun, zm. 11 listopada 1987) – egipski powieściopisarz, nowelista i dramaturg. 
Asz-Szarkawi urodził się w Dalatun, w środkowym Egipcie, jako syn urzędnika. Studiował na uniwersytecie w Kairze na wydziale prawa. W swojej twórczości zadebiutował kasydami, następnie od roku 1943 pisał opowiadania i nowele. W roku 1945 został redaktorem naczelnym czasopisma literackiego At-Tali'a (Awangarda). Prowadził aktywną lewicową działalność polityczną i społeczną, jednak z czasem odszedł z poglądów socjalistycznych na rzecz ideologii islamu i poglądów inspirowanych religią. Propagował pokojowe współistnienie i współpracę międzynarodową, m.in. był przewodniczącym Organizacji Solidarności z Narodami Afryki i Azji. 
W roku 1955 Abd ar-Rahman asz-Szarkawi przebywał z wizytą w Polsce na V Światowym Festiwalu Młodzieży i Studentów. W 1979 otrzymał Międzynarodową Leninowską Nagrodę Pokoju. Zmarł  po powrocie z podróży po ZSRR.
Na język polski przełożone zostały trzy opowiadania asz-Szarkawiego, zamieszczone w antologii Skropion. Opowiadania egipskie w wyborze i opracowaniu Jolanty Jasińskiej, Warszawa 1970: Skropion (przekł. H. Mukarkar), Małe marzenia (przekł. J. Bielawski) oraz Sen (przekł. H. Mukarkar).

## Twórczość
- 1951 - Mina'l-Misri ila' r-rais Truman (Od Egipcjanina do prezydenta Trumana, wiersz)
- 1953 - Ard al-ma'raka (Ziemia walki, tom nowel)
- 1954 - Al-Ard (Ziemia, powieść)
- 1956 - Ahlam saghira (Małe marzenia, tom nowel)
- 1957 - Al-Kulub al-Chalijja (Puste serca, tom nowel)
- 1958 - Asz-Szawari' al-chalfijja (Boczne uliczki, tom opowiadań)
- 1968 - Al-Fallah (Fellah, powieść)

## Sztuki teatralne
- 1962 - Ma’sat Dżamila (Tragedia Dżamili)
- 1969 - Watami 'Akka (Moja ojczyzna Akka)
- 1969 - Al-Husajn szahidan (Husajn męczennikiem)
- 1971 - Al-Husajn sa’iran (Husajn buntujący się)